# Les témoins
Les témoins is een Franse film van André Téchiné die werd uitgebracht in 2007.

## Verhaal
Het verhaal begint in de zomer van 1984. De jonge Manu trekt weg uit Zuid-Frankrijk en is van plan werk te vinden in Parijs. Hij krijgt voorlopig onderdak in de hotelkamer van zijn zus Julie, een operazangeres. Manu is gay en wordt op een nacht opgepikt door Adrien, een homoseksuele gecultiveerde vijftiger die dokter is. Manu valt erg in de smaak van de oudere Adrien die verliefd op hem wordt. Een innige vriendschap ontstaat maar de gevoelens tussen hen blijven platonisch. Adrien stelt Manu voor aan zijn vrienden. 
Op een dag neemt hij hem mee naar het buitenhuisje van een bevriend koppel: Sarah is een aankomend schrijfster en haar man Mehdi is politieagent bij de zedenbrigade. Ze hebben een kindje en ze hebben een open huwelijk. Tijdens een bootreisje redt Mehdi Manu van de verdrinkingsdood. Mehdi en Manu beginnen een passionele verhouding. Ondertussen breekt de aidsepidemie ook uit in het Parijse homomilieu.   

## Rolverdeling
| Acteur                | Personage                   |
| --------------------- | --------------------------- |
| Michel Blanc          | Adrien                      |
| Emmanuelle Béart      | Sarah                       |
| Sami Bouajila         | Mehdi                       |
| Julie Depardieu       | Julie                       |
| Johan Libéreau        | Manu                        |
| Constance Dollé       | Sandra                      |
| Lorenzo Balducci      | Steve                       |
| Raphaëline Goupilleau | de moeder van Manu en Julie |